# 铜陵公交
铜陵公交是对铜陵市内现有各种公共交通的统称，包括公交车、轨道交通（暂未开通）、轮渡和出租车等，本条目主要涉及公交车。
铜陵公交第一条线路开通于1958年10月。截至2021年，铜陵市区公共交通运营线路长度1341千米，公交车692辆。

## 运营公司[1]
铜陵市所有的公交公司均为国有控股，俗称国有企业。截至2025年6月，铜陵市共有4家公交公司和若干家合作公司。

### 铜陵公共交通总公司
铜陵公共交通总公司的主要工作为管理其下属公司。铜陵公共交通总公司目前下属在运营的公交公司有铜陵公交第一分公司、铜陵公交第二分公司和铜陵公交第三分公司。合作经营的在运营的公交公司有枞阳县公共交通有限公司。

### 铜陵公共交通第一分公司
铜陵公交第一分公司是铜陵公共交通总公司的下属公司。主要负责运营市区内的公交线路，有时候也会参与其他工作。铜陵公交第一分公司现在使用的主力公交车车型是厦门金旅XML6105JEV30C和黄海客车DD6109EV13。铜陵公交第一分公司公交车的主要涂装是纯白涂装。

### 铜陵公共交通第二分公司
铜陵公交第二分公司是铜陵公共交通总公司的下属公司。主要负责运营铜官区、郊区的公交线路。也负责义安区的部分公交线路。铜陵公交第二分公司现在使用的主力公交车车型是厦门金旅XML6105JEV30C和安凯客车HFF6109G03EV4。铜陵公交第二分公司公交车的主要涂装是纯白涂装。

### 铜陵公共交通第三分公司
铜陵公交第三分公司是铜陵公共交通总公司的下属公司。主要负责运营义安区的公交线路，也负责郊区的部分公交线路。铜陵公交第三分公司现在使用的主力公交车车型是金龙客车XMQ6850AGBEVL20。铜陵公交第三分公司公交车的主要涂装是纯白涂装和部分雪花涂装。

### 枞阳县公共交通有限公司
枞阳县公共交通有限公司与铜陵公共交通总公司是合作经营关系，其隶属于安徽交通运输集团。主要负责江北地区和枞阳县的公交客运业务。枞阳县公共交通有限公司现在使用的主力公交车车型是宇通客车ZK6105BEVG42。枞阳县公共交通有限公司公交车主要涂装是深蓝白鹭涂装。

### 安徽交通运输集团有限公司
安徽交通运输集团有限公司简称安徽交运集团，是安徽省级企业。主要负责安徽省内各市间的客运业务以及与交通运输有关的工作。并不参与铜陵市内的公交运营，只负责管理枞阳县公共交通有限公司。

## 发展历史[2]
铜陵公交服务创建于1958年10月，是铜陵市一家从事交通运输的国有客运企业。
1971年1月，铜陵特区人民汽车公司成立，隶属交通局。
1972年11月，铜陵公交划归城建局管辖。
1984年初，铜陵特区人民汽车公司被撤销而后成立铜陵市公共交通公司，隶属于铜陵市建设委员会。
1985年底，共开设公交线路七条，营运总长度129.4千米。
1990年，铜陵公交运营线路共有7条。
1996年5月1日，铜陵公交客运线路（铜陵公交8路除外）实行全程票价5角票制，并在铜陵公交2路、铜陵公交4路、铜陵公交5路试行准无人售票。
1995年6月，铜陵公共交通公司更名为铜陵市公共交通总公司，运营线路8条。
1998年，铜陵公交运营线路增加到11条。
2006年，铜陵公交第一次发行公交IC卡。
2008年6月，铜陵市公共交通总公司由铜陵市住建委划归到市交运局管辖。
2016年，“智能公交”工程开展，可在“掌上公交”、“铜陵公交”等软件上查询即时公交状态。2016年6月11日，铜陵市首辆双层公交车在铜陵公交12路试运营。
2018年1月20日，铜陵公交开通首条跨江公交——铜陵公交38路。2018年9月，铜陵公交开通线上支付。2018年12月铜陵公交加入全国交通一卡通。
2022年，铜陵公交开始更换车辆涂装，由原本雪花涂装转变为纯白涂装。并在前、左、右面印上铜陵公交的徽标。
2024年，铜陵公交的公交车驾驶员统一制服发布。
2025年6月，铜陵公共交通总公司对原有的公交车站进行陆续升级，新增太阳能发电驱动的电子公交站牌，通过站牌乘客可以了解公交车距离此站的剩余车站数。

## 公交车迭代[4]

### 燃油车时代

#### 在此阶段，公交车的购买主要为支持本省产业。
2009年铜陵公交购买安凯客车HFF6114GK50和HFF6101G39C。
2010年铜陵公交购买安凯客车HFF6114GK50、HK6910G、HFF6100G04C、HFF6111G64C。
2011年铜陵公交购买安凯客车共4款、1款黄海客车和金龙客车XMQ6106G。
2012年铜陵公交购买中通客车LCK6910GC和扬州亚星JS6660TA。
2013年铜陵公交购买安凯客车HFF6111G64C、HK6850G、HK6608K、HK6738G、HFF6101G39C、HFF6105G39C。
2014年铜陵公交购买安凯客车HK6608K4。

### 新能源时代

#### 自2015年起，中国开始推广环保政策。公交车迎来大换新，燃油车逐渐退出历史的舞台，燃气公交车和纯电动公交车逐渐取而代之。
2015年铜陵公交开始大量采购新能源公交车。购买了厦门金旅XML6105JEV20C、南京金龙NJL6100BEV5和NJL6769GN5以及NJL6129BEV6、金龙客车XMQ6931AGN5。
2016年铜陵公交第一次购买了双层公交车黄海客车DD6119B12DN、安凯客车HFF6103G03CHEV-2、珠海广通(格力)客车GTQ6105BEVB21、申龙客车(上海公司)SLK6108ALE0BEVY1、厦门金旅XML6105JEV30C。
2020年铜陵市交通运输局在大采购中购买了金龙客车XMQ6850AGBEVL20和黄海客车DD6109EV13。少量购买了珠海广通(格力)客车GTQ6119BEVH6、金龙客车XMQ6650AGBEVL3、黄海客车DD6119C01、厦门金旅XML6606JEVY0C2。
2022-2023年间铜陵公交开始加速淘汰旧燃油车、燃气车。为缓解运力不足问题少量购买了宇通客车ZK6816BEVG11和扬州亚星JS6828GHBEV1。
2024年铜陵公交购买了厦门金旅XML6705JEVJ0C1和雁城客车HYK6951GBEV2。
2025年起铜陵公交淘汰了大部分燃油车、燃气车。原铜陵公交的主力车型金龙客车XMQ6931AGN5、XMQ6106G全部被停用或报废，由新能源(纯电动)金龙客车XMQ6850AGBEVL20接替运行。截至2025年7月铜陵公交在2025年未购买新车。

## 线路与票价[5]
铜陵公交包含中心城区公交、城乡公交、铜陵站环线、临时公交线等等。目前已经拥有42条永久公交线路。
铜陵公交所有线路均为无人售票。铜陵市公共交通总公司规定票价为1-10元，为1票制。里程在25千米以下的公交线路，普通公交车1元/人次，空调公交车2元/人次；公交线路里程在25千米（含25千米）以上的，普通公交车2元/人次，空调公交车3元/人次。城际线路最高10元。在3，4，5，10，11月时，空调车和普通车价格相同。(空调开放时间：6月1日至9月30日和12月1日至次年2月28日)。此外，铜陵公交还可以通过由铜陵市公共交通总公司发行的IC卡（包括普通卡、优抚卡、学生卡、老年卡和爱心卡）乘坐铜陵公交的所有线路。使用铜陵公交的IC卡乘车均有不同程度的优惠。铜陵公交普通IC卡刷卡9折，学生IC卡3.5折（学生IC卡办理范围限小学、初中、普通高中、职业高中、技校、中专学校的在校学生）；现役军人、退役军人、革命伤残军人、盲人、二级以上肢体残疾人、70周岁以上老年人和其他持有免费乘车证件的人员免费乘车；成年人携带的身高1.2米以下儿童免费乘车。
2018年9月起，铜陵公交所有线路均能够使用支付宝付款乘車。
2025年1月起，部分铜陵公交已经支持刷脸支付，往后将逐渐普及。

## 运营统计[11]
| 城市   | 年份 | 运营的公交车数 (单位：辆) | 总线路长度 (单位：千米) | 公交车客运总量 (单位：人次) |
| ------ | ---- | ------------------------- | ----------------------- | --------------------------- |
| 铜陵市 | 2018 | 643                       | 759                     | 94,100,000                  |
| 铜陵市 | 2019 | 758                       | 812                     | 85,500,000                  |
| 铜陵市 | 2020 | 740                       | 1230                    | 46,380,000                  |
| 铜陵市 | 2021 | 692                       | 1341                    | 49,950,000                  |

## 设计原则[12]

### 线路编号原则
原创线路的公交车编号是数字从“1”起由小到大排号。
由原创线路分支出的线路编号的原则是由原创线路来决定的。若原创线路的数字为个位数，那么分支线路的数字就是三位数且三位数中的百位数为原创线路的数字，十位数为“0”，个位数是由分支线路的多少决定的，假如是原创线路的第一条分支线那么个位数就是“1”，往后无论是多少条分支都是在原有的基础上+1。(例:3路的第一条分支线就是301路)。若原创线路的数字为十位数，那么分支线路的数字就是四位数且千、百位数为原创线路的数字，十位数为“0”，个位数是由分支线路的多少决定的，假如是原创线路的第一条分支线那么个位数就是“1”，往后无论是多少条分支都在原有的基础上+1。(例:26路的第一条分支线就是2601路)。但也有例外，比如13路的分支线路编号就是“13路狮子山高新区线”。
快速线路的编号原则一般是直接在原有的线路数后加上“快线”二字(例:39路的快线就是39路快线)。
城际公交线路的编号原则一般是以“T”开头，然后数字从“1”起由小到大排号(例:T1快线)。
文字线路的编号原则一般是公交车的作用，而且不包含除文字外的任何字符。(例:就诊专线、狮子山循环线)

### 公交站命名原则
铜陵公交站一般以道路名、道路交叉口、企业、地名、风景区、小区来命名(例:北京中路口)。但假如某一个公交站地处偏远、人烟稀少且四周没有明显可以用来命名的事物那么便会统一以“招呼站”来命名。

## 公交报站

### 铜陵公交报站

#### 铜陵公交统一使用由杭州海康威视数字技术股份有限公司生产的报站器

###### 以下列出的是铜陵公交的报站格式
始发站：请司机打开路牌灯。
运行中：车辆起步，请扶稳坐好，沿途尽量不要移动。38路公交车，下一站，东村。请您给老、弱、病、残、孕及怀抱婴儿的乘客让个座，谢谢。
到站时：东村到了。有在本站下车的乘客请从后门下车。请司机注意行车安全，请大家做文明乘车人。
到达终点站时：终点站，铜陵站到了。感谢您选择铜陵公交，期待下次再见。请司机及随乘人员做好车辆保洁工作。

### 枞阳公交报站(蓝斯报站器)

#### 枞阳公交统一使用由厦门蓝斯通信股份有限公司生产的报站器

###### 以下列出的是枞阳公交的报站格式
始发站：传递城市文明，构建和谐公交。欢迎乘坐K9路公交车。本车由江北换乘中心站开往枞阳公交枢纽站。请各位乘客协助我们共创温馨和谐的文明车厢。
运行中：车辆运行中，请拉好扶手。下一站，老州镇政府。请下车的乘客提前做好准备。请下车的乘客提前按铃或告知驾驶员。
到站时：老州镇政府，到了。开门请当心，下车请走好。乘客们，请主动给需要帮助的乘客让个座，谢谢合作。
即将到达终点站时：车辆运行中，请拉好扶手。下一站，终点站，枞阳公交枢纽站。感谢您一路上对我们工作的支持，请您做好下车准备。
到达终点站时：终点站，枞阳公交枢纽站到了。请您携带好个人随身物品准备下车，下次乘车再见。

## 发展规划[13]
铜陵市人民政府2021年5月发布的《铜陵市国民经济和社会发展第十四个五年规划和2035年远景目标纲要》，铜陵市要优先发展公共交通系统；完善城市路网，新增城市道路60千米，新建一批人行过街设施。优化公交站场布局，构建多层次、多模式城市公共交通系统，加强城市交通拥堵综合治理；全面提升城乡客运公共服务均等化水平。铜陵市中心城区公共交通承担全日出行比例达50%。

## 历史活动[14]
2023年9月18日，安徽省暨铜陵市公交出行宣传周启动仪式举行，拉开了绿色出行宣传月和公交出行宣传周的序幕。当日8时至12时，市民可免费乘坐市公交总公司所有公交车。当日上午，志愿者向社会公众发放铜陵公交宣传手册、2023最新公交线路手册、绿色出行倡议书等，同时收集对公交的建议和诉求，积极引导社会公众优先选择公交绿色出行方式。绿色出行宣传月和公交出行宣传周期间，铜陵市开展绿色出行主题公益宣传、“走进校园”创建、绿色文明安全出行教育、适老化无障碍公交出行服务、健康可持续发展主题宣传、关爱司乘人员等活动。

## 负面新闻[15]
2024年9月29日，铜陵市纪委监委发布消息，铜陵市公共交通总公司党委书记、总经理王立东因涉嫌严重违纪违法，正接受铜官区纪委监委纪律审查和监察调查。

### 事件背景
2018年至被查前，王立东在任期间主导深化企业改革，推进运营服务创新，推动铜陵公交拓展经营业务并提升服务能力。截至2023年，铜陵公交拥有职工约1400人、运营车辆近600台、营运线路60余条。

### 事件经过
违规收受礼品消费卡：2015年至2024年，多次收受管理服务对象赠送的高档烟酒等礼品和消费卡，部分发生于端午等节日期间。
接受宴请及旅游安排：2018年至2024年，多次接受管理服务对象安排的宴请及旅游活动。
超范围摊派费用：2023年至2024年，要求业务关联企业购买指定货物，加重企业负担。

### 事件结果
2025年3月，王立东被开除党籍、开除公职，其涉嫌犯罪问题被移送检察机关依法审查起诉。

## 线路列表[16]
| 线路编号 | 首末站                            | 往程运营时间 | 返程运营时间 | 线路长度 （单位：千米） | 运营公司                   | 备注       |
| -------- | --------------------------------- | ------------ | ------------ | ----------------------- | -------------------------- | ---------- |
| 1        | 公交一分公司⇄郊区开发区临时公交场 | 05:20-21:20  | 05:50-21:45  | 15.2                    | 一公司                     |            |
| 2        | 铜陵站⇄第七中学                   | 06:00-19:00  | 06:00-18:40  | 11.3                    | 二公司                     |            |
| 3        | 东村公交场⇄城北换乘中心           | 06:00-21:20  | 05:55-21:10  | 8.2                     | 一公司                     |            |
| 4        | 东村公交场⇄狮子山首末站           | 05:54-22:00  | 05:50-21:50  | 14.8                    | 二公司                     |            |
| 5        | 皖江游园⇄铜陵站                   | 06:20-18:35  | 05:50-18:10  | 16.9                    | 二公司                     |            |
| 6        | 公交总公司⇄金隆铜业               | 05:40-21:00  | 06:10-21:30  | 10.8                    | 二公司                     |            |
| 7        | 杨村⇄横港                         | 06:00-18:20  | 05:58-18:20  | 14.7                    | 一公司                     |            |
| 8        | 东村公交场⇄凤凰山                 | 06:10-19:30  | 06:10-19:20  | 30.8                    | 三公司                     |            |
| 9        | 杨村⇄大通镇                       | 05:25-20:30  | 05:10-20:00  | 23.0                    | 一公司                     |            |
| 10       | 公交总公司⇄八一二队               | 05:50-18:30  | 06:10-19:05  | 9.8                     | 二公司                     |            |
| 11       | 皖江游园⇄金昌冶炼厂               | 06:00-21:15  | 06:10-21:05  | 10.5                    | 一公司                     |            |
| 12       | 八一二队⇄中职中心                 | 06:05-19:50  | 05:40-19:10  | 12.4                    | 二公司                     |            |
| 13       | 白云路换乘中心⇄狮子山首末站       | 06:00-18:20  | 05:55-18:20  | 16.4                    | 二公司                     |            |
| 14       | 公园道一号⇄东村公交场             | 06:00-18:10  | 06:00-18:10  | 16.7                    | 二公司                     |            |
| 15       | 东村公交场⇄交运驾校               | 06:05-17:50  | 06:25-18:25  | 7.2                     | 二公司                     |            |
| 16       | 铜陵站⇄溪潭花园                   | 06:10-19:50  | 06:10-19:35  | 17.9                    | 一公司                     |            |
| 17       | 气象公园⇄罗家村                   | 06:00-19:20  | 06:00-19:55  | 14.5                    | 一公司                     |            |
| 18       | 白云路换乘中心⇄铜陵站             | 06:00-18:25  | 06:00-18:30  | 16.8                    | 二公司                     |            |
| 19       | 东村公交场⇄滨江大道               | 05:55-19:35  | 06:10-20:10  | 14.8                    | 一公司                     |            |
| 20       | 铜陵站⇄老洲渡口                   | 06:05-20:40  | 06:10-19:40  | 12.3                    | 一公司                     |            |
| 21       | 铜庄小区⇄安徽福茂科技             | 06:10-18:20  | 06:10-18:20  | 13.4                    | 一公司                     |            |
| 22       | 铜庄小区⇄七零一                   | 05:50-21:10  | 05:38-20:40  | 28.6                    | 三公司                     |            |
| 23       | 白云路换乘中心⇄中职中心           | 06:10-18:20  | 06:10-18:20  | 15.2                    | 一公司                     |            |
| 24       | 公交换乘中心⇄金榔                 | 05:50-17:40  | 06:00-17:40  | 26.5                    | 三公司                     |            |
| 25       | 第五中学⇄时光街                   | 06:10-18:00  | 06:10-18:00  | 11.6                    | 二公司                     |            |
| 26       | 时光街⇄梨桥水镇风景区             | 06:10-18:30  | 06:10-18:30  | 16.3                    | 一公司                     |            |
| 27       | 公交换乘中心⇄国电公交场           | 05:40-17:40  | 05:50-17:50  | 21.5                    | 三公司                     |            |
| 28       | 南湖路⇄铜陵北站                   | 05:50-21:05  | 06:00-22:10  | 36.6                    | 三公司                     |            |
| 29       | 公交换乘中心⇄罗村桥               | 05:50-18:00  | 06:00-18:00  | 14.4                    | 三公司                     |            |
| 30       | 丰收门⇄天门换乘中心               | 06:10-18:20  | 05:50-17:40  | 30.0                    | 二公司                     |            |
| 31       | 公交换乘中心⇄七零一               | 06:30-16:54  | 06:55-17:20  | 9.3                     | 三公司                     |            |
| 32       | 时光街⇄天门换乘中心               | 06:30-17:30  | 06:30-17:20  | 15.4                    | 二公司                     |            |
| 33       | 城北换乘中心⇄胥坝渡口             | 06:10-17:45  | 05:40-17:40  | 17.2                    | 一公司                     |            |
| 34       | 城北换乘中心⇄西联客运站           | 06:20-17:55  | 05:50-18:15  | 20.4                    | 一公司                     |            |
| 35       | 城北换乘中心⇄钟古路口             | 06:10-17:55  | 05:50-18:20  | 21.1                    | 一公司                     |            |
| 36       | 老洲镇换乘中心⇄东风村部           | 06:40-17:00  | 06:40-17:00  | 24.3                    | 二公司                     |            |
| 37       | 老洲镇换乘中心⇄普济圩             | 06:30-17:30  | 06:30-17:10  | 18.0                    | 二公司                     |            |
| 38       | 铜陵站⇄江北换乘中心站             | 05:50-18:15  | 05:50-18:10  | 26.4                    | 二公司                     |            |
| 39       | 铜陵站⇄铜陵北站                   | 06:20-18:00  | 06:00-18:00  | 35.9                    | 三公司                     |            |
| 40       | 北斗星城首末站⇄北斗星城首末站     | 06:20-21:50  | 06:20-21:50  | 12.1                    | 一公司                     | 顺时针环线 |
| 41       | 北斗星城首末站⇄北斗星城首末站     | 06:25-21:40  | 06:25-21:40  | 12.1                    | 一公司                     | 逆时针环线 |
| 101      | 铜陵站⇄铜陵站                     | 19:50-00:20  | 19:50-00:20  | 12.3                    | 二公司                     | 环线       |
| T1       | 铜陵站⇄枞阳公交枢纽站             | 6:30         | 5:30         | 76                      | 铜陵公交、枞阳公交联合运营 |            |

## 外部連結
- 铜陵市人民政府 （页面存档备份，存于）
- 铜陵市交通运输局
- 铜陵公交网 （页面存档备份，存于）